# Spoorlijn Stende-Ventspils

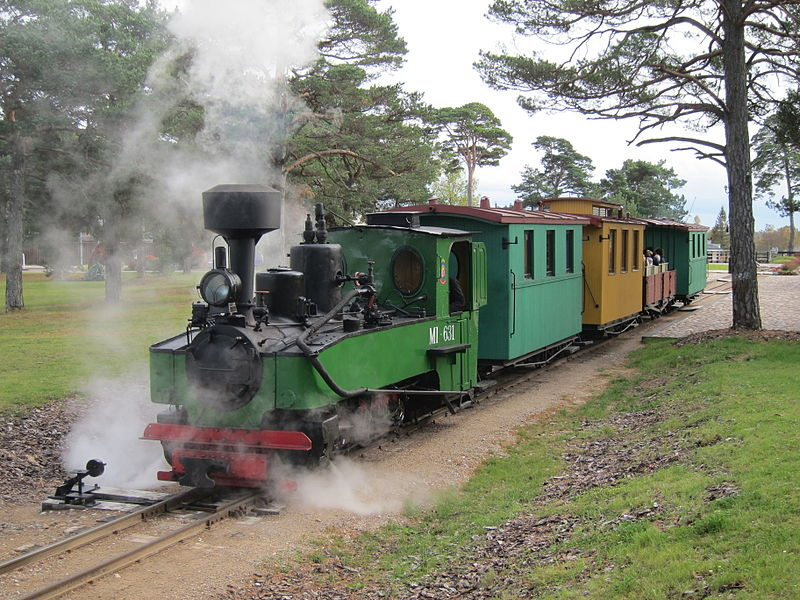
Materieel zoals te bezichtigen in het Openluchtmuseum van Ventspils

De spoorlijn Stende-Ventspils was een smalspoorlijn in Noord-Koerland (het huidige Letland) met een spoorwijdte van 600 mm. Ze bestond van 1916 tot 1963, waarna het spoor werd gesloten en gesloopt. 
De spoorweg verbond de kusthavens en dorpen van de Lijfse kust met de breedspoor-treinstations van Ventspils en Stende. De grootste totale lengte van het spoor tijdens haar bestaan was 280 km. De maximale snelheid van de trein was 20 km/h. 
Oorspronkelijk aangelegd voor houttransport werd de spoorlijn later ook gebruikt voor het vervoer van passagiers, en lange tijd was het het enige middel van vervoer naar de kustdorpen. 
In 2010 is in het Openluchtmuseum van Ventspils een baan aangelegd waar men met het overgebleven rollend materieel kan rijden.

## Geschiedenis
Het smalspoor werd tijdens de Eerste Wereldoorlog onder het Duitse militaire bestuur van Ober-Ost aangelegd als veldspoor ter bewaking van de daar gestationeerde troepen en de levering van hout voor de loopgraven.
Er werd gebruikgemaakt van in 1915-1919 in Duitsland vervaardigd MI-serie-locomotieven. De treinstellen werden geremd met handremmen. Om ingrijpende graafwerkzaamheden te vermijden werden over de langste en diepste dalen dijken gebouwd. Dit was bij intensief gebruik veiliger dan houten tresselbruggen.
Aan het einde van de Eerste Wereldoorlog liet het Duitse leger het spoorwegmaterieel achter, ontdaan van bronzen onderdelen en stoomdistributiemechanismen. Tot omstreeks 1923 heeft men nodig gehad om alles weer aan te vullen en te repareren. In november 1919 werd er al een begin gemaakt met de hervatting van het treinverkeer, nu zowel voor passagiers als goederenvervoer.
In de jaren 1930 werden de slechte delen van de lijn aanzienlijk verbeterd om het laadvermogen van de trein te verhogen: bochten werden rechtgetrokken, op natte plaatsen werden dijken en duikers aangelegd. Een aantal hoge duinen werd genivelleerd, waarmee ook het aantal ongevallen verminderde. 
De spoorlijn had een grote invloed op het dagelijks leven in de kustdorpjes. Door het gebrek aan wegen in het dunbevolkte achterland waren de dorpen langs de Lijfse kust in de praktijk slechts via de zee te bereiken. Dit was een reden dat alleen hier de Lijfse taal zich tot in de 20e eeuw kon handhaven. De grote vraag naar hout in de jaren dertig zorgde dat een groot deel van de vissers zich bezig ging houden met houtkap. Het houtvervoer per spoor was zeer intensief, en langs de gehele lengte van de rail werd hout opgeslagen. In Mazirbe waren onder 256 inwoners slechts 14 vissers; de rest was werkzaam in de houtproductie, welke meer opleverde.
Na de Tweede Wereldoorlog gebruikte het Sovjet-leger het spoor ter verdediging van de kust en werden de nederzettingen Lūžņās, Olmaņos, Lielirbē en Zvaigznītē uitgebouwd. Omdat de toestand van de wegen slecht was, werd het smalspoor ook gebruikt om passagiers te vervoeren. 
In de jaren 1950 werd de weg Ventspils-Kolka gebouwd, zodat de spoorlijn overbodig werd en in 1963 opgeheven werd.

## Treinen
Op de spoorlijn Ventspils-Dundaga-Talsi-Stende reden in 1913-1917 gebouwde stoomlocomotieven van het type ML-611, een aantal van hen gemaakt door de Duitse locomotieffabriek Henschel. De locomotieven werden aangedreven door met hout gestookte stoomketels. Deze ketels konden slechts een druk van 10 atmosfeer handhaven, zodat de maximale snelheid van de locomotief slechts 9-10 km/h was.
Bij steile hellingen liep de assistent-machinist op de trein vooruit en strooide met een schop ballastzand op het spoor om het slippen van de wielen te voorkomen. Tot 1953 namen de lokomotieven hiervoor drie tot vijf emmers zand mee.
Na verloop van tijd steeg de snelheid van de trein van 9 tot 12 km/h, daarna 15 km/h. Omstreeks 1938 bereikte men een topsnelheid van 20-25 km/h. In 1950 werden nieuw ontworpen en verbeterde locomotieven ontwikkeld die 30 km/h bereikten.
Elk passagiersrijtuig had een vierkante ijzeren kachel die tijdens het koude seizoen geplaatst werd. Oorspronkelijk werden ter verlichting in speciale houders geplaatste kaarsen gebruikt, later werden door de generator van de locomotief gevoede elektrische lampen gebruikt.

## Spoorlijnen

Spoorlijnkaart

Het spoornet omvatte vier lijnen voor algemene doeleinden, zowel met vracht- als passagierstreinen te berijden: Ventspils-Mazirbe-Dundaga-Stende, Ventspils-Pope-Dundaga, Valdgale-Mērsrags en Valdgale-Roja; plus een spoorlijn alleen voor houttransport: Plintiņi-Raķu krogs.
Rond het jaar 1920 omvatte de 137 km lange spoorlijn Ventspils-Mazirbe-Dundaga-Talsi-Stende 74 bruggen met een totale lengte van 2.580 m.
De brug die werd gebouwd om de Šlīteres Zilos kalnus (Blauwe bergen van Slītere) te overwinnen was 115 m lang en 15 m hoog. In latere jaren werd besloten een nieuwe spoorlijn rond de Šlīteres-bergen te bouwen, om de veiligheid te waarborgen en de onderhoudskosten van het spoor te verminderen.

## Grotere stations
StendeHet Station Stende werd geopend in 1901, na de opening van de spoorlijn Moskou-Ventspils. Het station is gelegen tussen Ventspils en Tukums. Het vóór de Eerste Wereldoorlog gebouwde stationsgebouw is niet bewaard gebleven. Het in 1923 door architect A. Medlinger ontworpen nieuwe stationsgebouw diende zowel de smalspoor- en breedspoor-treindiensten. Dit stationsgebouw bestaat tot de huidige dag.
TalsiStation Talsi was een overstapstation, met als enige stad en grootste nederzetting tussen de twee eindpunten de hoogste omzet van passagiers en vracht. In 1930 werd een nieuw stationsgebouw naar een ontwerp van de architect A. Grīnberga gebouwd. Na de opheffing van de spoorweg werd het gebruikt als busstation van Talsi.
VentspilsHet Station Ventspils is gelegen aan Dzelzceļnieku ielā 1. Het gebouw heeft de status van architectonisch monument.